# Ґоґолін (Ґрудзьондзький повіт)
Ґоґолін (пол. Gogolin, нім. Gogolin, 1942-45: Gögeln) — село в Польщі, у гміні Ґрудзьондз Ґрудзьондзького повіту Куявсько-Поморського воєводства.
Населення — 123 особи (2011).
У 1975-1998 роках село належало до Торунського воєводства.

## Демографія
Демографічна структура станом на 31 березня 2011 року:
|          | Загалом | Допрацездатний вік | Працездатний вік | Постпрацездатний вік |
| -------- | ------- | ------------------ | ---------------- | -------------------- |
| Чоловіки | 71      | 16                 | 49               | 6                    |
| Жінки    | 52      | 8                  | 33               | 11                   |
| Разом    | 123     | 24                 | 82               | 17                   |